# Johann Heinrich Hadewig

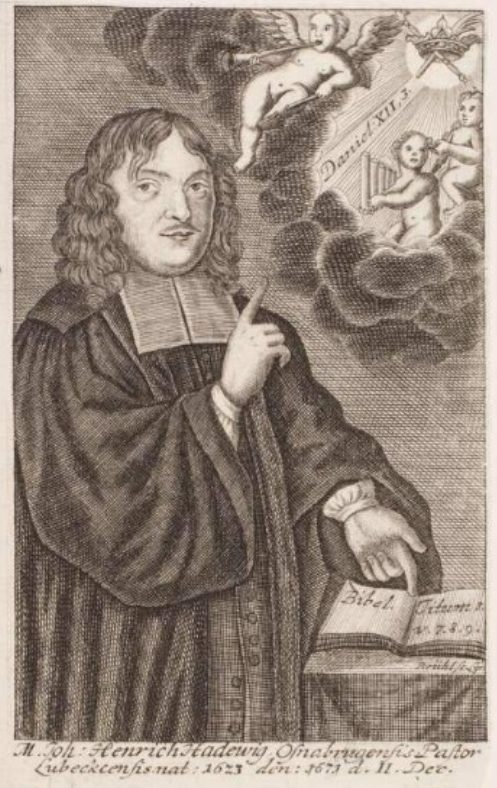
Johann Heinrich Hadewig (Stich Brühl, 1726)

Johann Heinrich Hadewig, auch Janus Henricus Hadewig (* 17. März 1623 auf Arenshorst; † 11. Dezember 1671 in Lübbecke), war ein lutherischer Theologe, Kirchenlieddichter und Schriftsteller.

## Leben
Er entstammte vermutlich dem westfälischen Niederadelsgeschlecht Hadewig, was seine Geburt in einem adeligen Haus zu Arenshorst (einem von vier damaligen Rittersitzen) erklärt. Nach Besuch des Gymnasiums in Osnabrück studierte er an der Universität Rostock Theologie und orientalische Sprachen. Während der Studienzeit wurde er als Hofmeister zur Leitung des Aufenthalts junger Adliger der Familie Ledebur in Uppsala beauftragt. Zurück in Deutschland, fiel er in Lübbecke durch seine Stimme beim Kirchengesang auf und wurde eingeladen zu predigen. 1647 wurde er in Rinteln zum Magister philosophiae ernannt, wonach er Prediger, dann Pastor primar in Lübbecke wurde. Er verfasste ab 1650 zahlreiche Lieder und Schriftstücke, die teils bei Peter Lucius gedruckt wurden. Einige Jesuslieder wurden erst posthum von seinem Enkel Johann Anton Strubberg veröffentlicht.
Hadewig heiratete 1647 Anna Nagels († 1656) und danach 1661 Katharina Maria Brünings (eine Tochter des Osnabrücker Bürgermeisters und Konsistorialrats Johann Brünings). Hadewigs Tochter Anna Elisabeth (* 1668 in Lübbecke; † 24. Juni 1746 in Lingen) wurde 1690 mit Johann Rudolf Strubberg (* 1657 in Borgloh; † 21. April 1736) verehelicht.

## Werke (Auszug)
- Kurtze und richtige Anleitung, Wie in unser Teutschen Muttersprache Ein Teutsches Getichte zierlich und ohne Fehler könne verfertiget werden  (Rinteln: Siegsfried; Lucius, 1650)
- Johan-Henrich Hadewigs Lob-Gesang und Freuden-Lied, von der Geburt und Menschwerdung Jesu Christi  (Rinteln: Siegsfried, 1650)
- Friede Erlangtes Teutschland  (Breda: Janson, 1651)
- Melâḵat haš-šîr b. l. a. Das ist, Wolgegründete teutsche Versekunst, oder Eine nüzliche und ausfürliche Anleitung wi in unser teutschen Muttersprache ein teutsches Getichte zirlich und ohne Fehler...  (Bremen: Köhler, 1660)
- Glükwünschendes Denkmal Oder Poetische Beschreibung/ von dem Ursprung und löblichen Vorfaren/ auch unterschidlichen Wapen der ... Herzogen zu Braunschweig und Lüneburg : Zu Ehren Dem ... Herrn Ernest... (Rinteln: Lucius, 1662)